# Modes à transposition limitée
Les modes à transposition limitée sont des modes musicaux possédant certaines propriétés de symétrie et de répétition sur un nombre limité de transpositions. Ces modes sont au nombre de 15 (7 sont utilisés par Messiaen) et retrouvent leur forme initiale après 2, 3, 4 ou 6 transpositions.
Ils ont été codifiés pour la première fois par le compositeur Olivier Messiaen dans son livre Technique de mon langage musical. Il les étudia en même temps sous leurs aspects harmoniques et mélodiques.
Il faut ajouter aussi que les deux premiers modes : la gamme par tons (Mode 1) et la succession demi-tons tons (Mode 2) ont été utilisés bien avant leur théorisation par Messiaen, par des compositeurs tels que Vincent d'Indy (Diptyque méditerranéen pour orchestre), Claude Debussy (nombreuses œuvres), Maurice Ravel, Rimski-Korsakov (Schéhérazade) pour la gamme par tons ; et par Franz Liszt (Après une lecture de Dante ou Feux Follets), Wagner (Tristan et Isolde), Rachmaninoff (Sonate pour violoncelle et piano), César Franck (Sonate pour piano et violon), Debussy, pour le deuxième mode. Celui-ci avait au XIXe siècle été théorisé sous le nom de « Mode de Bertha », et est couramment appelé au XXe siècle « Mode diminué » (jazz), « Mode octotonique » ou « octatonique ». Même le 3e mode se retrouve une fois dans le 4e mouvement de la Sonate pour violoncelle et piano de Rachmaninoff, et le 4e mode dans le prélude de Debussy La Terrasse des audiences du clair de lune ainsi que dans le « leitmotif du Désir Ø dans Tristan et Isolde de Wagner. Fondés sur l'échelle chromatique de douze notes, ces modes sont constitués de plusieurs groupes symétriques qui structurent l'octave en parties égales ou en intervalles égaux, la dernière note de chacun étant la première du suivant.
La transposition chromatique (c'est-à-dire d'un demi-ton supérieur ou inférieur) applicable à chacun de ces modes est limitée en nombre, car la transposition suivante aboutit à la restitution de la gamme de départ. Par exemple le premier mode (qui comporte les notes do, ré, mi, fa #, sol #, la #, do) ne peut être transposé qu'une seule fois d'un demi-ton supérieur (ou inférieur). La transposition d'un demi-ton supérieur donnant do #, ré #, fa, sol, la, si, do #, une nouvelle transcription aboutirait à ré, mi, fa #, sol #, la #, do, ré, c'est-à-dire exactement la gamme de départ.

## Définition
Il y a deux manières complémentaires de voir ces modes : selon leurs transpositions possibles ou selon les différents modes qu'ils représentent.

### Construction par transposition chromatique
Les modes à transposition limitée ont tous moins de 12 transpositions par demi-tons (les modes majeurs et mineurs en ont exactement 12).
Par exemple, le Mode 1 de Messiaen n'a que deux transpositions : en transposant l'échelle do ré mi fa♯ sol♯ la♯ d'un demi-ton, on obtient do♯ ré♯ fa sol la si ; si on transpose une seconde fois d'un demi-ton on retombe sur la première échelle.

### Construction des modes par degrés
Le mode majeur est caractérisé par la suite d'intervalles : ton, ton, demi-ton, ton, ton, ton, demi-ton. Selon le degré de départ dans cette suite, on construit un mode différent. Avec cette technique on obtient pour les modes de Messiaen un nombre limité d'échelles.
Par exemple, le Mode 1 de Messiaen qui est défini par les intervalles ton, ton, ton, ton, ton, ton donne toujours la même suite quel que soit le degré de départ : il ne contient qu'un seul mode.
De même, le Mode 2 de Messiaen défini par la séquence demi-ton, ton, demi-ton, ton, demi-ton, ton, demi-ton, ton ne donne que deux suites différentes (commençant soit par un ton soit par un demi-ton) et ne contient donc que deux modes distincts.

## Les sept modes de Messiaen

### Premier mode
Le premier mode de Messiaen, aussi appelé gamme par tons, est constitué de six secondes majeures. Il est défini par les intervalles : ton, ton, ton, ton, ton, ton. Il a deux transpositions et un mode. Ce mode n'est pas une invention de Messiaen, mais existait déjà dans la littérature musicale : Mikhaïl Glinka (Rouslan et Ludmila), Franz Liszt, Rimski-Korsakov (Le coq d'or), et surtout Vladimir Rebikov, Claude Debussy et Béla Bartók (qui le considérait comme un mode intermédiaire entre le diatonisme et le chromatisme) l'ont abondamment utilisé avant Messiaen.

### Deuxième mode
Le second mode ou échelle octotonique est divisé en quatre groupes de trois notes chacun. Il a trois transpositions, comme l'accord de septième diminuée.On peut donc y enchaîner quatre septièmes ou neuvièmes mineures de dominante à distance de tierces mineures.
Il est également appelé « mode demi-diminué », mode « demi-ton − ton » ou « mode de Bertha ». On le trouve déjà dans la première ballade de Chopin op. 23.

### Troisième mode
Le troisième mode (échelle nonatonique) est divisé en trois groupes de quatre notes chacun. Il a quatre transpositions, comme l'accord de quinte augmentée. On peut y enchaîner trois septièmes ou neuvièmes majeures de dominante à distance de tierces majeures. Notons que la gamme par tons (1er mode) s'y trouve incluse.

### Quatrième au septième modes
Les quatrième, cinquième, sixième et septième modes ont six transpositions chacun, comme le triton.

### Intervalles des modes
Alors que la gamme majeure a pour motif "T T 1/2T T T T 1/2T", soit, en nombre de demi-tons "2 2 1 2 2 2 1" (dont la somme couvre les 12 demi-tons de l'octave), les modes à transposition limitée ont pour motif:
| Mode             | Nombre de demi-tons |
| ---------------- | ------------------- |
| "premier mode"   | 2 2 2 2 2 2         |
| "deuxième mode"  | 1 2 1 2 1 2 1 2     |
| "troisième mode" | 2 1 1 2 1 1 2 1 1   |
| "quatrième mode" | 1 1 3 1 1 1 3 1     |
| "cinquième mode" | 1 4 1 1 4 1         |
| "sixième mode"   | 2 2 1 1 2 2 1 1     |
| "septième mode"  | 1 1 1 2 1 1 1 1 2 1 |

## Analyse

### Propriétés musicales
La symétrie inhérente à ces modes (signifiant qu'aucune note ne peut être perçue comme la tonique), de même que certains dispositifs rythmiques comme les rythmes non rétrogradables, fut décrite par Messiaen comme « le charme des impossibilités ». Cette symétrie produit un « effet couleur de vitrail » aux dires du compositeur et crée une ambiguïté harmonieuse entre plusieurs tonalités d'où une polytonalité. Par exemple, le deuxième mode contient 4 septièmes de dominante. On peut aussi considérer que, contrairement aux séries dodécaphoniques qui procèdent d'une permutation d'un nombre donné de notes, les modes à transposition limitée procèdent d'une combinaison de notes.

### Propriétés mathématiques
Il est bon de remarquer qu'il existe d'autres modes satisfaisant les définitions ci-dessus. Mathématiquement, on peut même considérer les deux cas extrêmes de la gamme chromatique et de l'ensemble vide (utilisé au moins dans 4'33" de John Cage). Les 7 modes trouvés par Messiaen et les autres sont inclus les uns dans les autres selon une structure de treillis. En effet, tous ces modes sont les invariants de groupes de transpositions, et sont des réunions d'orbites des actions de ces groupes. En gardant ceux de ces modes qui ont au moins deux notes et au plus 10, on en trouve 15.  En voici la liste classée par la plus petite transposition qui laisse le mode invariant, et donnée par nombre de demi-tons. Les 7 modes de Messiaen y figurent en gras.
| Transposition      |             |                 |                   | Modes               |             |
| ------------------ | ----------- | --------------- | ----------------- | ------------------- | ----------- |
| triton (6)         | 6 6         | 1 5 1 5         | 2 4 2 4           | 1 1 4 1 1 4         | 1 2 3 1 2 3 |
| triton (suite)     | 1 3 2 1 3 2 | 1 1 1 3 1 1 1 3 | 1 1 2 2 1 1 2 2   | 1 1 1 1 2 1 1 1 1 2 |             |
| tierce majeure (4) | 4 4 4       | 1 3 1 3 1 3     | 1 1 2 1 1 2 1 1 2 |                     |             |
| tierce mineure (3) | 3 3 3 3     | 1 2 1 2 1 2 1 2 |                   |                     |             |
| ton (2)            | 2 2 2 2 2 2 |                 |                   |                     |             |

En voici une représentation graphique sous forme d'horloges.

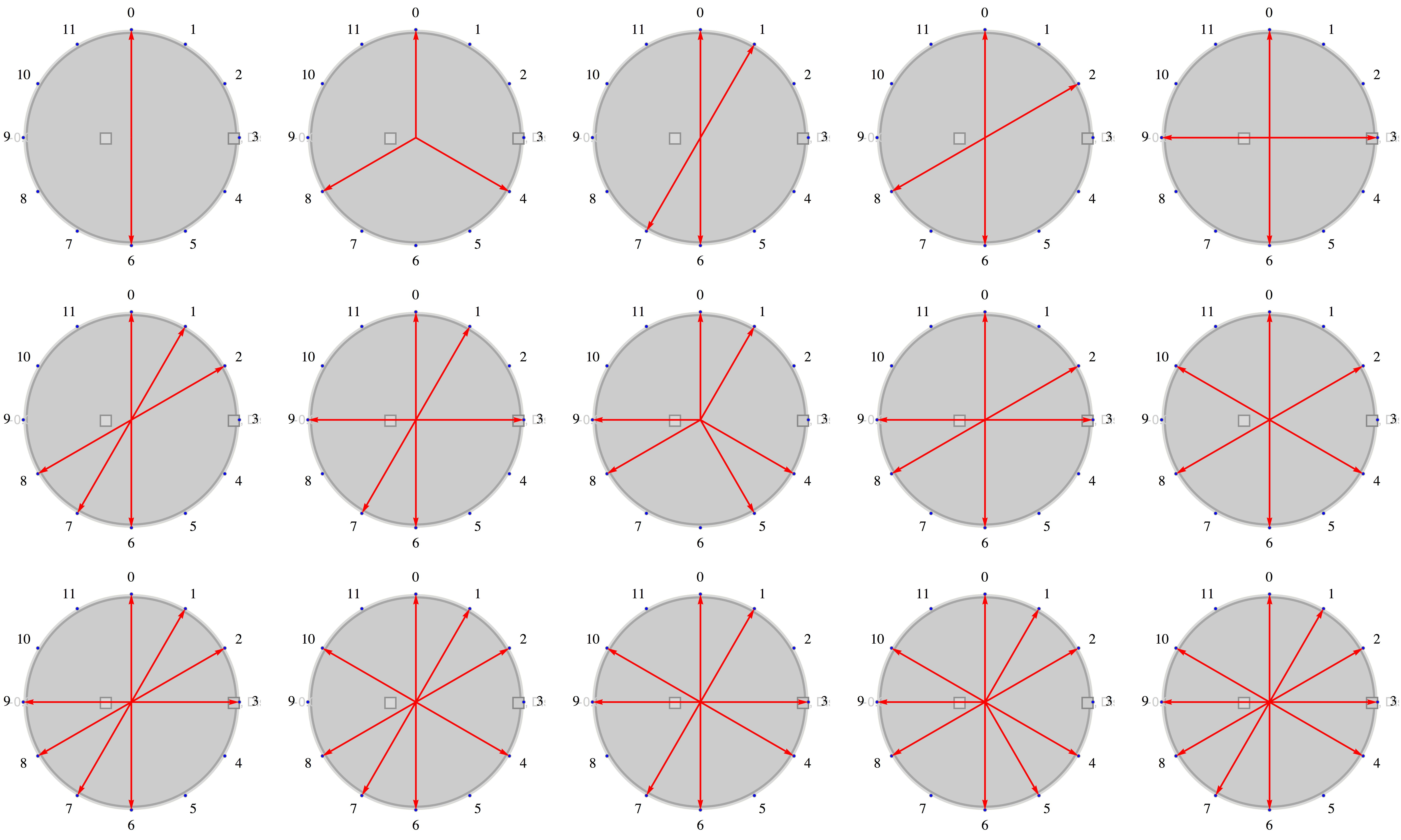
Les 15 modes à transposition limitée.

### Extensions
La propriété d'admettre un nombre limité de transpositions se généralise à d'autres échelles que la division de l'octave en 12 notes, et en particulier aux échelles microtonales. Par exemple, il y a 380 modes à transpositions limitées dans un tempérament à 24 notes par octaves.